# مایکل سی. مک‌میلن
مایکل سی. مک‌میلن (انگلیسی: Michael C. McMillen؛ زادهٔ ۱۹۴۶) مجسمه‌ساز، هنرمند چیدمان و کارگردان فیلم‌های کوتاه اهل لس آنجلس کالیفرنیاست.

## زندگی‌نامه

### سال‌های آغازین
مایکل سی. مک‌میلن در سال ۱۹۴۶ در لس آنجلس کالیفرنیا به دنیا آمد. او ابتدا مدرک کارشناسی خود را از دانشگاه ایالتی کالیفرنیا در نورتریج دریافت کرد؛ جایی که تحت آموزش «هانس بورکهارت» بود. سپس در دانشگاه یوسی‌ال‌ای، مدرک کارشناسی ارشد و پس از آن مدرک کارشناسی ارشد هنرهای زیبا را دریافت کرد.

### حرفه
مک‌میلن فعالیت حرفه‌ای خود را در دهه‌های ۱۹۷۰ و ۱۹۸۰ با ساخت دکور و وسایل صحنه برای فیلم‌ها آغاز کرد. همزمان با آن، مسیر خود را به‌عنوان یک هنرمند نیز آغاز کرد. او در سال ۱۹۷۸ جایزه استعدادهای نو از موزه هنر شهرستان لس آنجلس را دریافت کرد.
او به‌عنوان هنرمند، آثاری در قالب مجسمه، چیدمان‌های هنری و فیلم‌های کوتاه خلق کرده است. در ایستگاه فیل‌مور در سیستم متروی لس‌آنجلس در پاسادنا، کالیفرنیا، او اثری با عنوان «جیولاجیکا ۴۲» خلق کرد. وی بنیان‌گذار موسسه‌ای به‌نام «پژوهشکدهٔ آئرو پاسیفیک» است که در آن سمت مدیر را نیز بر عهده دارد.
آثار او در مجموعه‌های دائمی موزه‌هایی همچون موزه هنر شهرستان لس آنجلس، موزه اوکلند در کالیفرنیا در اوکلند، موزه هنر لاگونا در لاگونا بیچ، موزه هنر سن‌خوزه در سن خوزه، موزه گوگنهایم در نیویورک، نگارخانه ملی استرالیا در کانبرا و نگارخانه نیو ساوت ولز در سیدنی قرار دارد. آثارش همچنین در موزه ویتنی هنر آمریکایی گالری بری ویسلر در دالاس، تگزاس، و موزه دِ سِیسِت به نمایش درآمده است.
در جریان پروژه صدمین سالگرد بورلی‌هیلز، او اثری هنری برای روتوندای مرکز مدنی بورلی هیلز در میان خیابان‌های کرسنت و رِکسفورد خلق کرد. مک‌میلن در سال ۲۰۱۵ موفق به دریافت بورسیه معتبر بنیاد جان سیمون گوگنهایم شد.

### زندگی شخصی
او در سانتا مونیکا زندگی می‌کند.